# Haswellia cilicoides
Haswellia cilicoides är en kräftdjursart som beskrevs av Baker 1908. Haswellia cilicoides ingår i släktet Haswellia och familjen klotkräftor. Inga underarter finns listade i Catalogue of Life.